# Infrastruktura informatyczna
Infrastruktura informatyczna (również infrastruktura IT, ang. IT infrastructure) – całokształt rozwiązań sprzętowo-programowych i organizacyjnych stanowiących podstawę wdrożenia i eksploatacji zaawansowanych merytorycznie i technologicznie systemów informatycznych wspomagających zarządzanie przedsiębiorstwami i instytucjami.